# Штейнберґ Семен Наумович
Штейнберґ Семен Наумович (1887, Одеса, Російська імперія — 1955, Чернівці, УРСР) — російський і радянський український композитор, у 1925—1949 — музичний керівник Українського державного єврейського театру.

## Біографічні відомості
У 1904 році закінчив музичні курси Карла Лаґлера по класу скрипки М. Хаїта, і до 1916 року працював в театральних оркестрах. У 1919 році закінчив Одеську консерваторію по класу композиції. Учень Вітольда Малішевського.